# Teatro Sociale (Busto Arsizio)
Il Teatro Sociale "Delia Cajelli", detto anche un tempo la piccola Scala di Busto Arsizio, è uno dei teatri di Busto Arsizio, risalente alla fine del XIX secolo.
Il 21 agosto 1890 venne fondata la Società anonima del teatro sociale, fortemente voluta dal cavalier Giovanni Candiani, morto quasi tre anni prima, nel 1888. L'atto costitutivo di questa società fu firmato da tali Candiani, Crespi, Gambero, Introini, Marinoni, Milani, Pozzi, Provasoli e Tosi alla presenza del notaio Carlo Prina.

## Architettura e storia del teatro

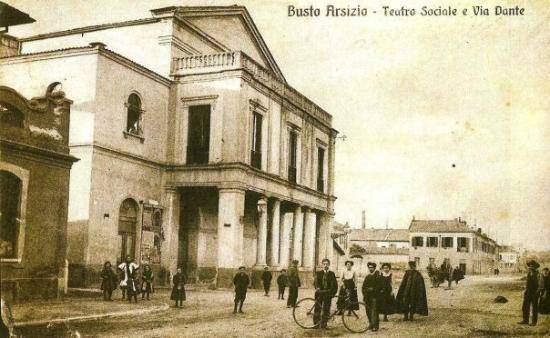
Il Teatro Sociale in una foto d'epoca

I lavori di costruzione terminarono nel 1891. La sala, edificata vicino alla appena inaugurata stazione ferroviaria della linea Novara-Seregno, fu progettata dall'architetto e ingegnere milanese Achille Sfondrini, che già realizzò altri teatri, tra i quali il Teatro Carcano di Milano (1872), il Teatro Flavio Vespasiano di Rieti (1883) e il Teatro dell'Opera di Roma (1880).
La tipologia architettonica del teatro del progetto originario ricalcava il modello scaligero, opera dell'architetto neoclassico Giuseppe Piermarini. In questo progetto, infatti, l'edificio era composto da una parte dedicata a servizi con atrio, uffici, deposito e salone delle feste, locali che precedevano la sala degli spettacoli con platea, due ordini di palchetti, camerini e vani per le attrezzature.
La struttura esterna richiamava lo stile neoclassico con una forma semplice a due ordini, con porte e finestre ad archi a tutto sesto e una cupola a tamburo con aperture circolari.
Nel 1898, l'ingegnere F. Prandoni progetta il rifacimento del fronte principale, aggiungendo il corpo sopra l'ingresso, posteriormente rimosso.
Numerose ristrutturazioni hanno, nel corso del tempo, modificato il progetto originario, soprattutto a partire dagli anni trenta del XX secolo. Il primo di questi grossi interventi risale al 1935 e fu opera di Antonio Ferrario e Ignazio Gardella. Il loro lavoro, che fu anche citato sulla rivista di architettura Casabella e lodato da Edoardo Persico, aumentò la capacità della platea e portò la vecchia sala teatrale ad assumere un gusto dechirichiano in voga a quei tempi.
Altre opere di restauro portarono all'eliminazione della parte centrale della prima fila di palchi, all'arretramento del boccascena e ad un nuovo impianto coloristico che andava dalle tinte rosa della cupola al rosso pompeiano dei palchi fino al bruno delle tende e al bianco dei parapetti. Furono anche inseriti degli affreschi raffiguranti figure allegoriche che diedero un'atmosfera onirica e sognante all'edificio.
Questi affreschi scomparvero con il restauro del 1955 ad opera dell'ingegnere milanese Mario Cavallè, ma sono ancora visibili in frammenti sotto la controsoffittatura della sala. Con questo lavoro, il progettista voleva adattare la struttura alle necessità dell'industria cinematografica, stravolgendo tutto all'interno del teatro, lasciando intatti solo gli atri, i locali di servizio e il palcoscenico; costruì una balconata al posto dei palchetti e inserì la cabina di proiezione nel vecchio salone delle feste. In seguito a questo intervento, l'aspetto che il teatro aveva all'esterno non aveva più una corrispondenza con gli spazi interni (per esempi, il corpo cilindrico coperto dalla grande cupola è senza riscontro nella sala interna).
Questo restauro portò anche la fine della vita musicale e teatrale del Teatro Sociale che fino ad allora aveva visto esibirsi artisti come Carlo Tagliabue, Renzo Pigni, Emma Carelli, Toti Dal Monte, Ermete Novelli, Tommaso Marinetti, Ermete Zacconi, Cesco Baseggio, Ernesto Calindri, Paola Borboni, Raffaele Viviani, Vittorio De Sica, Anna Magnani e Renato Rascel.
Fu così che l'edificio divenne un cinema come tanti altri e rimase tale fino agli anni ottanta. Fu infatti in questo periodo che una cooperativa teatrale locale, Gli Atecnici, si propose di riportare la struttura alle sue antiche origini. Da allora, lo stabile di piazza Plebiscito ha ripreso a ospitare regolarmente stagioni di prosa, che hanno visto la partecipazione di artisti insigni, quali Franco Parenti, Peppe e Concetta Barra, Marco Columbro, Uto Ughi e il premio Nobel Dario Fo.
Nel 1999 alcuni imprenditori (due dei quali, Delia Cajelli e Francesco Lambiase, fanno parte dell'attuale proprietà) acquistarono il Teatro Sociale e lo sottoposero ad un nuovo restauro. I lavori furono affidati a un architetto del territorio e terminarono nella primavera del 2002. Si arrivò così ad una sala teatrale con 658 posti (425 in platea e 233 in galleria), venne modificato l'atrio e, dall'ottobre del 2008, al nuovo ridotto al primo piano, intitolato a Luigi Pirandello, riportato in vita grazie all'associazione culturale Educarte, fondata nel 2004, e al contributo economico della Fondazione Cariplo di Milano.
Nel luglio 2014 vi è stato un passaggio di quote della società Teatro Sociale srl alla Fondazione Comunitaria del Varesotto. Oggi la fondazione detiene l'intera proprietà.
Dal 6 aprile 2016 il teatro è intitolato alla regista teatrale Delia Cajelli, già direttrice artistica dello stesso teatro dagli anni 1980 fino alla sua scomparsa nel 2015.